# マリアナ・ニコラウ
マリアナ・ニコラウ(Mariana Nicolau、1997年11月16日 - ）は、ブラジルの女子ラグビー選手。

## プロフィール
- ブラジル、サン・ジョゼ・ドス・カンポス出身[1]。
- 身長 165cm、体重 56kg

## 略歴
2021年、東京五輪の7人制女子ブラジル代表に選ばれた。
2024年、パリ五輪の7人制女子ブラジル代表に選ばれた。